# Bicske
Bicske (en latín: Lusomana o Lumanum) es una ciudad del condado de Fejér, Hungría. Está unos 35 km al oeste de Budapest. Su administración ha experimentado muchos cambios; ha sido un asentamiento, una aldea, una ciudad de mercado y un pueblo que constituye una división administrativa.

## Historia

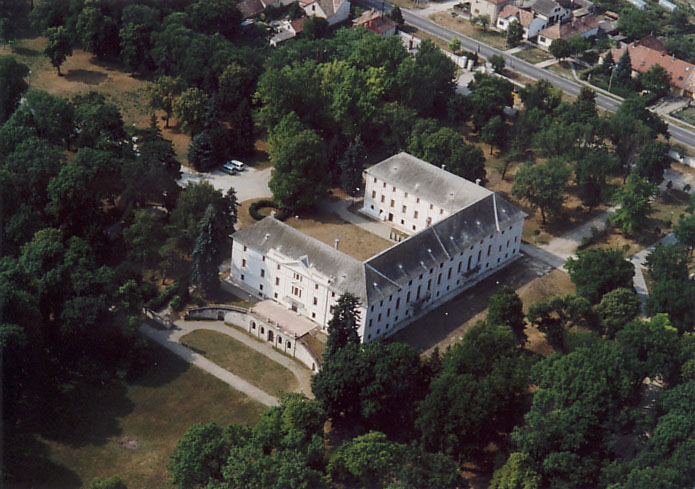
Vista aérea de la mansión Batthyány

El nombre de la familia Byckche se conoce desde 1258, cuando algunos de sus miembros recibieron una importante donación de tierras del rey. Según un documento de 1306, los hijos de Botond, János y Péter, obtuvieron permiso para cobrar peajes en la localidad de Bicske.
Desde 1596, Bicske perteneció al Imperio Otomano.
El conde Ádám Batthyány compró el terreno en 1642. La familia Batthyány construyó un castillo entre 1754 y 1755, y lo convirtió en su residencia. También construyeron un observatorio y un pequeño castillo, llamado Hegyi-kastély, para los astrónomos. Durante la era Batthyány, el pueblo, que había sido destruido por los turcos, se convirtió en una ciudad próspera. De 1688 a 1877, fue la capital del distrito.
Durante el siglo XVIII se desarrolló una comunidad judía en Bicske; la mayoría de sus miembros pertenecían al movimiento neólogo o judaísmo reformista. Construyeron una sinagoga y una escuela, abierta tanto a estudiantes cristianos como judíos. En el siglo XIX, Bicske era una ciudad comercial y un centro cultural desarrollado. De 1877 a 1946 perteneció al distrito de Vál.
Después de la Primera Guerra Mundial, una era conocida como el "Terror Blanco", que duró desde 1919 hasta 1921, vio a la comunidad judía de Bicske bajo ataque por parte de los cristianos, mientras que las casas fueron saqueadas y algunos ciudadanos fueron asesinados.
En 1940, durante la Segunda Guerra Mundial, las granjas y comercios judíos fueron confiscados y nacionalizados, y los hombres judíos aptos para el trabajo fueron enviados a Ucrania a trabajar en las minas. En mayo de 1940, se construyó un gueto en Bicske y los judíos de los pueblos vecinos fueron llevados allí para su confinamiento. En junio de 1940, el gueto fue liquidado y toda su población judía fue enviada al gueto de Komárom y, ese mismo mes, al campo de concentración de Auschwitz para su exterminio. La sinagoga de la ciudad fue completamente destruida.
Bicske fue capturada el 24 de diciembre de 1944 por tropas soviéticas del Tercer Frente Ucraniano durante la Ofensiva de Budapest. En la noche del 4 de enero de 1945, el 5.º Regimiento Panzer SS nazi alemán, bajo el mando de Fritz Darges, avanzó hacia Bicske, pero fue detenido por la 41.ª División de Fusileros de la Guardia del 4.º Ejército de la Guardia soviético. Los alemanes se retiraron, pero destruyeron más de treinta tanques soviéticos durante la batalla.
En 1947 Bicske se convirtió en una ciudad independiente.

## Principales lugares de interés
- Iglesia católica romana (siglo XVIII) con una pintura sobre tabla de Maulbertsch
- Mansion Batthyány (construida en 1754-1755)
- En el centro de la ciudad se encuentran las ruinas excavadas de un templo con varias tumbas, que datan del siglo XV
- Ruinas del Observatorio y el castillo de los astrónomos

## Deporte
El club de fútbol Bicskei TC tiene su sede en la ciudad.

## Ciudades hermanadas
Bicske está hermanada con:
- Altshausen, Alemania
- Băile Tușnad, Rumanía
- Chop, Ucrania
- Reci, Rumanía